# Spotted saddle horse
Le Spotted saddle horse (en français : cheval de selle tacheté) est une race de chevaux de selle originaire des États-Unis. Il est développé en croisant des poneys de robe pie de type hispano-américain et dotés d'allures supplémentaires, avec des races de chevaux d'allures, comme le Tennessee Walker. Le résultat est un cheval de couleur aux allures douces, utilisé sur les rings de concours, pour les loisirs et les randonnées. Deux registres ont été créés pour la race, l'un en 1979 et l'autre en 1985. Les deux ont des exigences d'enregistrement similaires, bien que l'un ait un livre généalogique ouvert et que l'autre soit légèrement plus strict en ce qui concerne les exigences de parenté, ayant un livre généalogique semi-fermé. 
Le Spotted Saddle Horse est un cheval de selle léger, toujours de couleur pie. Les poulains de couleur unie issus de parents enregistrés peuvent être eux-mêmes enregistrés à des fins d'identification, de sorte que leurs poulains de couleur pie aient une filiation documentée. Ils exécutent toujours l'allure de l'amble, plutôt qu'un trot, en plus des allures du pas et du galop, exécutées par toutes les races.

## Histoire
Il est aussi nommé National Spotted Saddle Horse. Cette race est originellement développée dans le Tennessee central, sur la base d'un élevage sélectif favorisant la robe pie.
En 1979, la National Spotted Saddle Horse Association est fondée à Murfreesboro, dans le Tennessee.

## Description

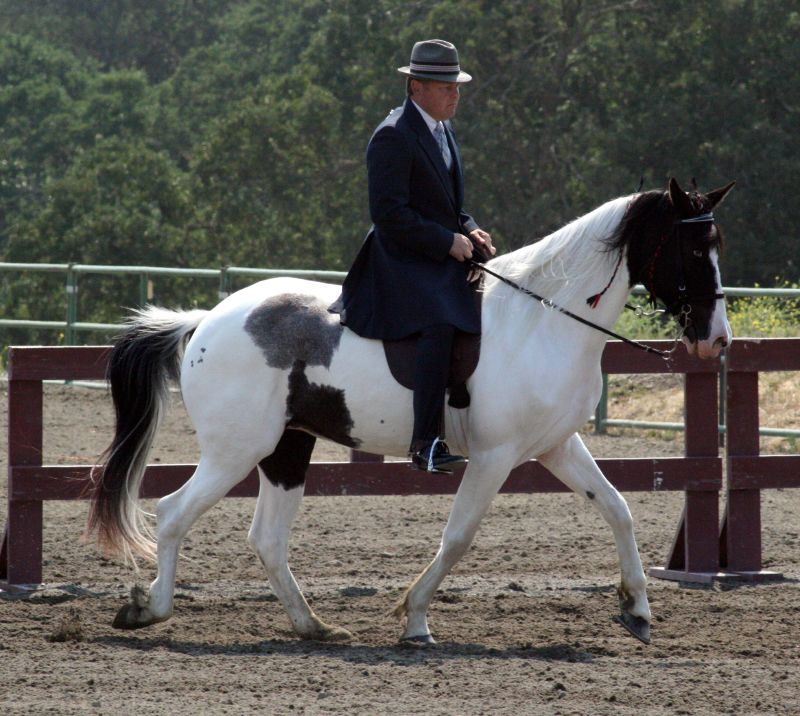
Spotted Saddle Horse de robe pie tobiano.

Il mesure de 1,48  à   1,60 m selon l'auteur américain Nicola Jane Swinney. Le Guide Delachaux indique 1,50  à   1,63 m.
Le modèle rappelle le Tennessee Walker, avec moins de taille et davantage de subsance. 
La tête est fine, dotée d'un profil rectiligne, ou légèrement convexe. Les yeux sont grands, et les oreilles petites. L'encolure est portée haut, légèrement arquée. L'épaule est inclinée, et longue. Le dos est court,. La croupe est inclinée et arrondie. La queue est attachée haut et fournie en crins.
Tout type de robe pie est autorisé. Les sabots sont souvent de corne claire, parfois avec des stries noires.
En plus des trois allures classiques du cheval, le Spotted Saddle Horse peut se déplacer au rack, à l'amble et au fox-trot.

### Sélection
Pour être enregistré auprès de la NSSHA, le cheval doit savoir se déplacer à l'amble, et arborer une robe pie. Tout cheval respectant ces deux critères est susceptible d'être inscrit dans le stud-book de la race, quelle que soit son ascendance. La NSSHA accepte donc des chevaux déjà inscrits dans un autre registre, tel que celui du Racking horse, du Tennessee Walker, du Fox-trotter du Missouri, ou d'une autre race.

## Utilisations
Ce cheval est monté pour les loisirs, ainsi qu'en randonnée équestre. Il est régulièrement présenté en spectacle et en exhibitions aux États-Unis.

## Diffusion de l'élevage
L'ouvrage Equine Science (4e édition de 2012) le classe parmi les races de chevaux de selle peu connues au niveau international.